# Thập niên 810
Thập niên 810 hay thập kỷ 810 chỉ đến những năm từ 810 đến 819.